# Ngaoundéré
Ngaoundéré, nebo N'Gaoundéré, je hlavní město kamerunského regionu Adamawa (Adamaoua). Dle sčítání z roku 2005 má město 152 700 obyvatel.[zdroj?]
Z města vede železniční trať do města Yaoundé a je plánováno protažení železnice na sever do Čadu. V blízkém okolí města jsou ložiska bauxitu.
Šedesát procent obyvatel vyznává islám, zbytek jsou hlavně křesťané různých denominaci.